# Encéphalopathie glycinique
L'encéphalopathie glycinique est une anomalie du métabolisme de la glycine qui s'accumule dans tous les tissus de l'organisme.
La forme la plus classique et la plus fréquente est la forme néonatale, débutant dès les premières heures de la vie, qui est rapidement mortelle. Les survivants ont un profond retard mental et des convulsions.
Les formes plus tardives peuvent se manifester par des convulsions survenant durant l'enfance avec un retard mental moyen, des troubles choréïques, une atrophie du nerf optique et des troubles spastiques.

## Autre noms
- Déficit en glycine synthase
- Hyperglycinémie sans cétose

## Étiologie
Trois mutations génétiques sont connues la plus fréquente est la mutation du gène GCSP
- Mutation du gène GCSP (en) 238300 du chromosome 9 codant la protéine P
- Mutation du gène GCST (en) 238310 du chromosome 3 codant la protéine T
- Mutation du gène GCSH (en) 238330 du chromosome 16 codant la protéine H

## Incidence
Incidence d'une naissance sur 50 000 en Finlande

## Diagnostic

### Positif
Les nouveau-nés ou enfants présentant un coma ou des convulsions sont suspects d'encéphalopathie glycinique.

#### Dosage quantitatif
- Augmentation du taux de glycine dans le sang, les urines et le liquide céphalo-rachidien. Le dosage de glycine doit être fait simultanément pour obtenir le profil glycinique.

#### Recherche d'une anomalie dans le métabolisme de la glycine
- Le diagnostic fiable nécessite 80 mg de tissu hépatique obtenu par biopsie ou lors de l'autopsie.

#### Diagnostic génétique
- La recherche des mutations est possible.

## Traitement
Aucun traitement efficace existe.
- Le benzoate de sodium à la dose de 250 à 750 mg par jour permet de normaliser la glycine et de réduire les convulsions,
- Le phénobarbital et la phénytoïne sont inefficace pour les convulsions,
- Le valproate est contre-indiqué car il augmente la glycinémie.

## Conseil génétique

### Transmission
Transmission autosomique récessive

### Diagnostic prénatal
Le diagnostic génétique n'est possible que si la mutation en cause est connue.
Le dosage biologique de la glycine dans le liquide amniotique n'a aucun intérêt.

## Sources
- (fr) Site en français de renseignement sur les maladies rares et les médicaments orphelins
- (en) Online Mendelian Inheritance in Man, OMIM (TM). Johns Hopkins University, Baltimore, MD. MIM Number:605899
- (en) GeneTests: Medical Genetics Information Resource (database online). Copyright, University of Washington, Seattle. 1993-2005